# Винногрудый амазон
Винногрудый амазон (лат. Amazona vinacea) — птица семейства попугаевых.

## Внешний вид
Длина тела достигает примерно 35—37 см, хвоста 11—12 см Окраска в основном зелёного цвета. Грудь и верхний участок шеи винно-красного цвета с окаймлением чёрного и голубого цвета. Голову и спину окаймляют чёрные перья. Клюв и уздечка красного цвета.

## Распространение
Обитает на северо-востоке Аргентины, юго-востоке Бразилии и юго-востоке Парагвая.

## Образ жизни
Населяют влажные тропические сельвы, леса, сосновые боры, горные склоны до высоты 500—2000 м над уровнем моря. В брачный период живут парами, в остальное время в небольших стаях до 30 птиц. Питаются цветками, плодами, семенами, почками и листьями. Встречаются иногда на апельсиновых плантациях.

## Угрозы и охрана
Находится на грани исчезновения из-за незаконного отлова и потери естественной среды обитания, по причине вырубки леса окультуривания земель.